# Torneo Metropolitano de Chile
El Torneo Metropolitano de Chile fue un certamen local de fútbol organizado por la Asociación Central de Fútbol que se disputó desde 1968 a 1970 como primera fase del campeonato nacional entre los equipos de Santiago de la Primera División de esos años.
Los primeros cinco equipos del torneo clasificaban al Torneo Nacional o final, mientras los restantes disputaban el Torneo Promocional. En el caso de los campeonatos de 1969 y 1970, luego de jugar el Torneo Nacional, los primeros lugares de este disputaban una Liguilla Final, de la cual, el que obtenía más puntos, resultaba campeón nacional.
Su símil fue el Torneo Provincial, disputado exclusivamente por equipos de las provincias del país, cuyos ganadores también clasificaban al Torneo Nacional o final.

## Historial
Esta tabla muestra los principales resultados de cada Torneo Metropolitano de Chile. Para más información sobre un torneo en particular, véase la página especializada de ella en Detalle.
| Año          | Campeón              | Subcampeón           | Tercer lugar         | Cuarto lugar         | Quinto lugar   |
| ------------ | -------------------- | -------------------- | -------------------- | -------------------- | -------------- |
| 1968 Detalle | Universidad de Chile | Audax Italiano       | Universidad Católica | Santiago Morning     | Palestino      |
| 1969 Detalle | Universidad de Chile | Unión Española       | Palestino            | Colo-Colo            | Audax Italiano |
| 1970 Detalle | Unión Española       | Universidad Católica | Colo-Colo            | Universidad de Chile | O'Higgins      |

## Palmarés
| Equipo               | Campeón         | Subcampeón |
| -------------------- | --------------- | ---------- |
| Universidad de Chile | 2 (1968 y 1969) | 0          |
| Unión Española       | 1 (1970)        | 1 (1969)   |
| Audax Italiano       | 0               | 1 (1968)   |
| Universidad Católica | 0               | 1 (1970)   |